# Robbie (périodique)
Pour les articles homonymes, voir Robbie.
Robbie est une revue disparue de l'éditeur de petit format Aventures & Voyages qui a douze numéros d'avril 1976 à mars 1977. Ce mensuel de 68 pages destiné aux enfants alterne la couleur et la bichromie. 

## Insolite
- Le N°1 n'a pas le traditionnel format de 13x18 cm, mais 13x19 cm.
- Robbie est aussi le titre d'une nouvelle écrite par Isaac Asimov en 1940. Aussi connue sous le titre anglais de strange playfellow, c'est le premier texte de cet auteur qui aborde le thème des robots.

## Les Séries
- Robbie (Del Argol) : N° 1 à 12.
- Supercat
- Trompinet
- Trotty : N° 9
- Wippy (Alfonso Borillo)